# Coreca
Coreca (còn được gọi là Corica hoặc Coraca) là một frazione (tạm dịch xã) của comune (tạm dịch là quận) Amantea thuộc tỉnh Cosenza, Calabria, Ý. Nằm gần biên giới của Campora San Giovanni.

## Địa lý

### Đường viền và lãnh thổ
Biển Tyrrhenian nằm ở phía tây của Coreca, và thành phố Amantea ở phía nam, nơi biên giới bắt đầu tại Campora San Giovanni. Lãnh thổ bao gồm chủ yếu là một vùng đất đá, và trung tâm thành phố nằm ở vùng đồng bằng. Nó cũng bao gồm một khu vực đồi núi và bãi biển rộng. Khí hậu thường Địa Trung Hải, đặc trưng bởi mùa đông nhẹ và ẩm ướt và mùa hè nóng, khô và gió với một tỉ lệ phần trăm cao của những ngày nắng.

## Nền kinh tê
Sự giàu có ở Coreca, cũng như ở Campora San Giovanni, đến từ các khu du lịch và khách sạn, được phát triển dựa vào bờ biển tuyệt đẹp: phổ biến là các rạn san hô Coreca. Ngoài ra còn có một số nhà máy nhỏ sản xuất thực phẩm, đồ nội thất và máy móc.

## Thôn
Từ năm 2017, lãnh thổ Coreca được chia thành các thôn sau:
| - Formiciche - Giascogne (trong phương ngữ địa phương Juascugnu ) - Grotte (bằng tiếng địa phương "i Grutti") | - La Pietra (trong phương ngữ địa phương một Petraja ) - Marinella (từ năm 2011) - Oliva (từ năm 2011) | - Stritture (thuộc Campora San Giovanni từ năm 2008 đến 2011) - Salto da Zita - Scogliera |

## Di tích và địa điểm ưa thích

### Nhà thờ Đức Mẹ Thiên thần
Vào ngày 1 tháng 10 năm 1964, công việc bắt đầu xây dựng Nhà thờ Coreca, được dành riêng cho Đức Mẹ Thiên thần, công việc kết thúc vào năm 1965 với sự hiện diện của chính quyền thời bấy giờ. Nhà thờ có phong cách hiện đại nhưng tỉnh táo, có thể chứa 65 người. Hàng năm trong bữa tiệc bảo trợ (ngày 22 tháng 8) có một đám rước qua các con phố trung tâm.

### Quảng trường Madonna degli Angeli
Vào ngày 2 tháng 4 năm 2003, nghị quyết thành phố đã được thông qua và vào ngày 5 tháng 5 năm 2005, các công trình bắt đầu xây dựng quảng trường trung tâm để tổ chức các sự kiện mùa hè của thôn. Kể từ năm 2015 nó được đặt theo tên của Madonna degli Angeli cho sự gần gũi với nhà thờ nhỏ và cũng cho sự hiện diện của một bức tượng Đức Mẹ. Quảng trường được quản lí bởi một hiệp hội du lịch địa phương kể từ năm 2013.

### Hang động của Coreca
Các mỏ sắt của Temesa cổ đại có vai trò quan trọng trong khu vực. Trong Thế chiến II, chúng đã được sử dụng làm nơi trú ẩn cho cư dân địa phương và cho binh sĩ Anh-Mỹ, những người sử dụng chúng làm nhà kho. Sau đó các hang động được sử dụng cho các sự kiện Giáng sinh và Phục sinh cho đến đầu những năm 2000.

### Tháp Coreca hoặc "Turriella"
Tháp Coreca nằm ở phía bắc làng Coreca, trên sườn đồi Tuvulo. Tòa tháp này, một phần bị sụp đổ ở tầng một, có tầm quan trọng lịch sử. Nó được coi là một cái chén có phong cách đã được theo dõi trong nhiều thế kỷ và được sử dụng chủ yếu như một cái nhìn của người Arab, sau đó Normans và các lãnh chúa khác nhau của lãnh thổ theo sau sự xuất hiện của quân đội Đức Quốc xã và sau đó quân đội Anh-Mỹ trong Chiến tranh thế giới thứ hai. Có thể đến Turriella bằng đường Tonnara ở phía bắc và đường từ Marinella về phía Nam.

## Photogallery

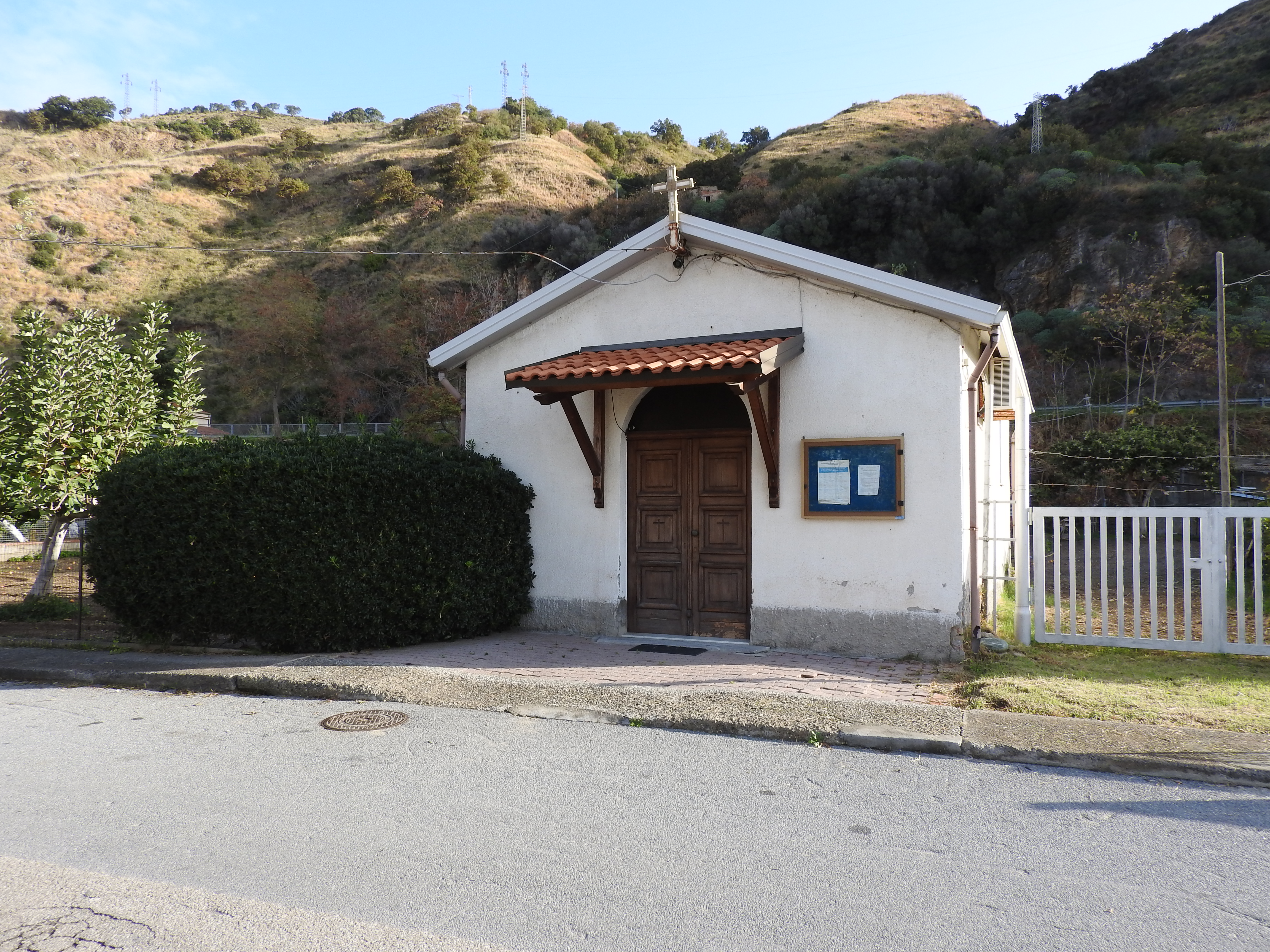
Church of Our Lady of the Angels in Coreca
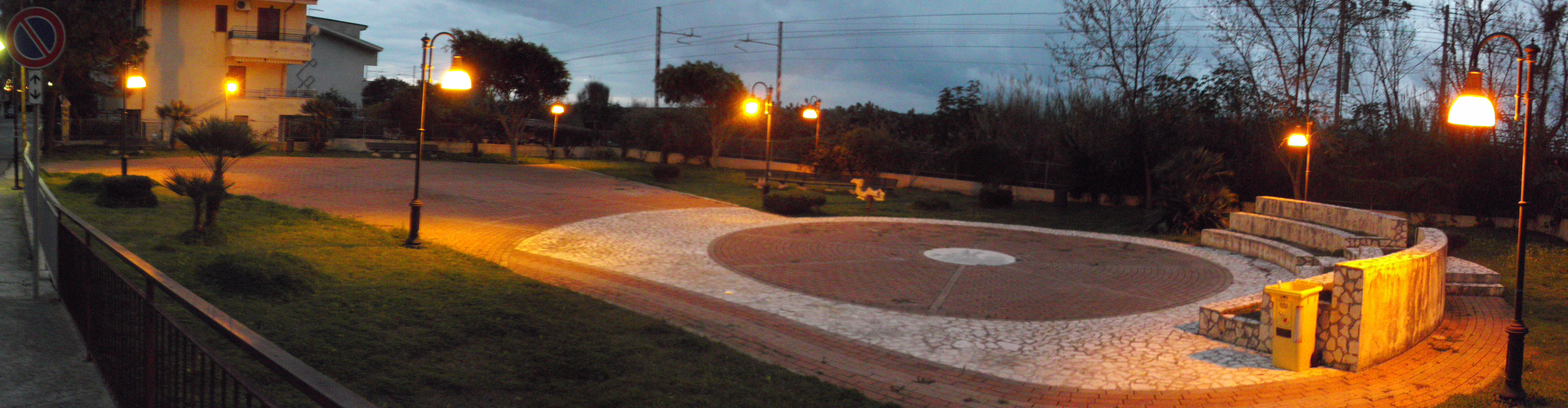
The square of Coreca in an evening view
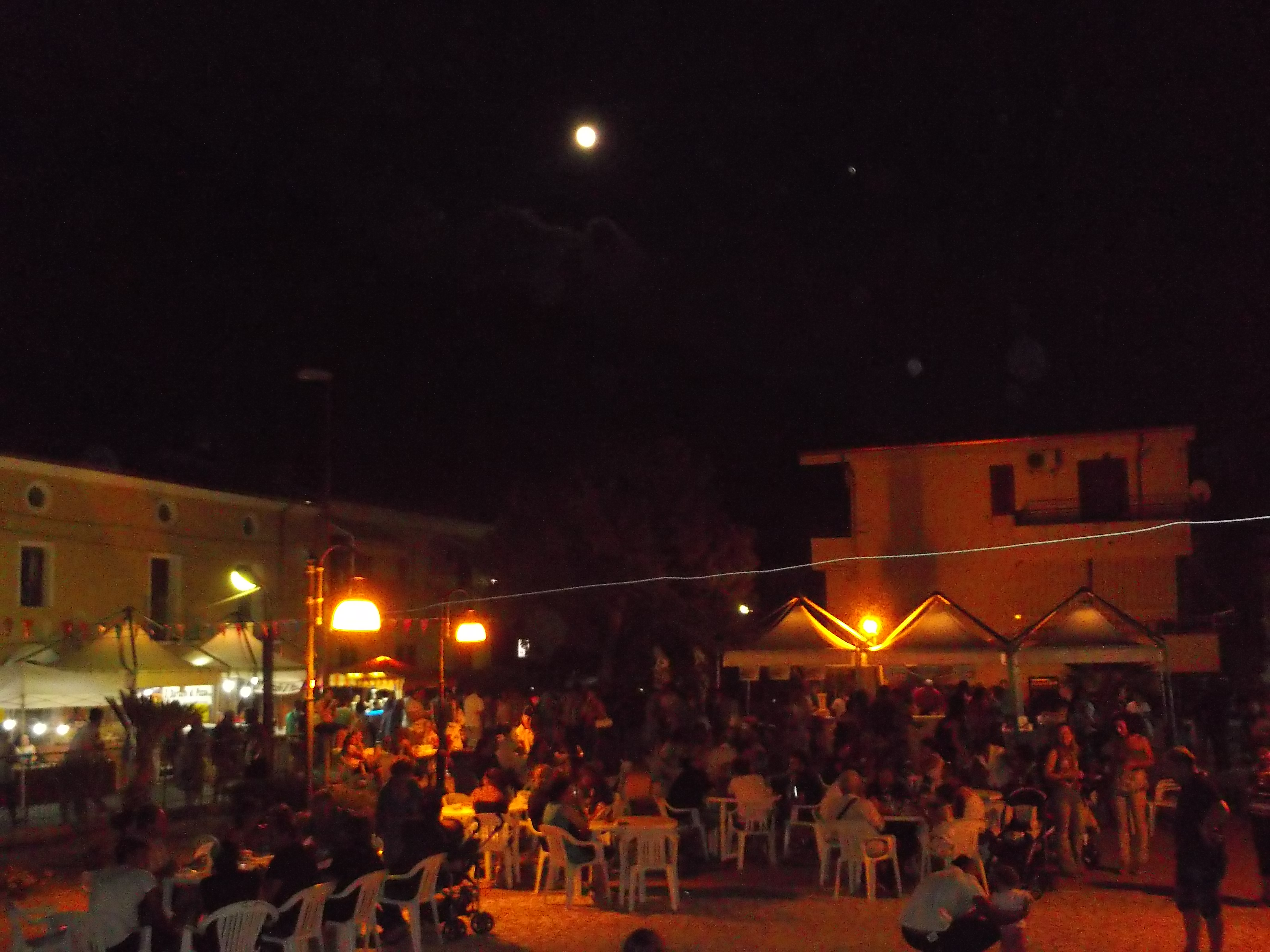
The Coreca's Square in a night view
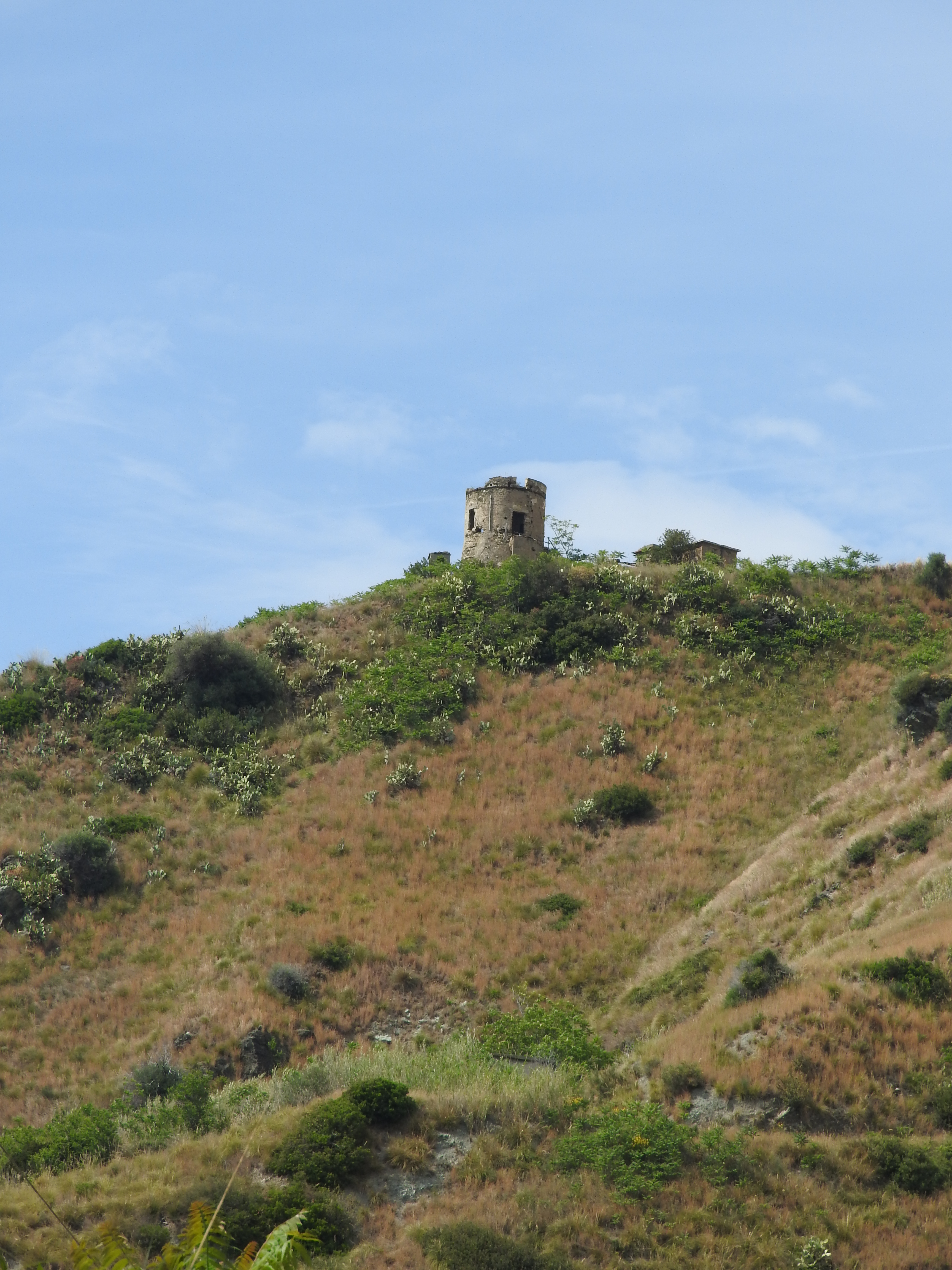
The tower "Turriella"
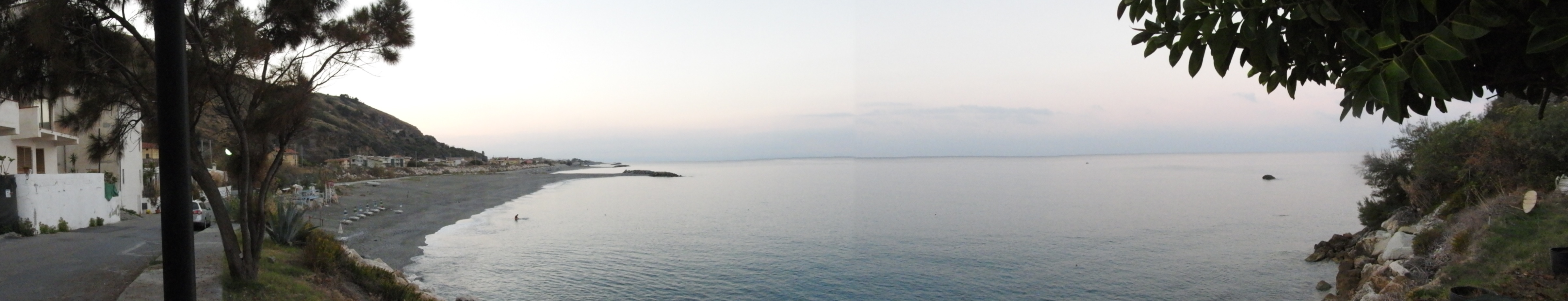
The Coreca's Bay
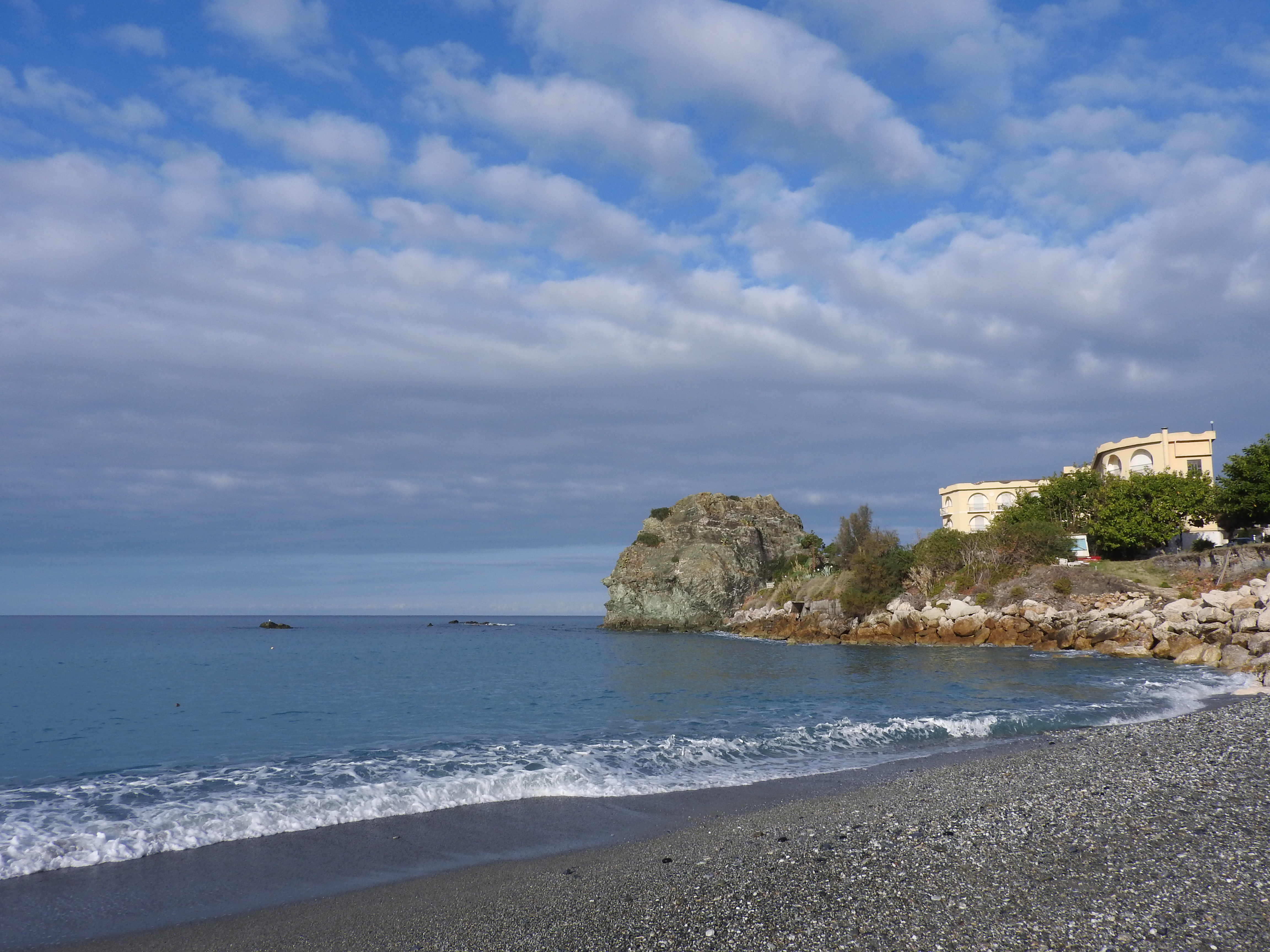
Coreca Beach seen from La Scogliera
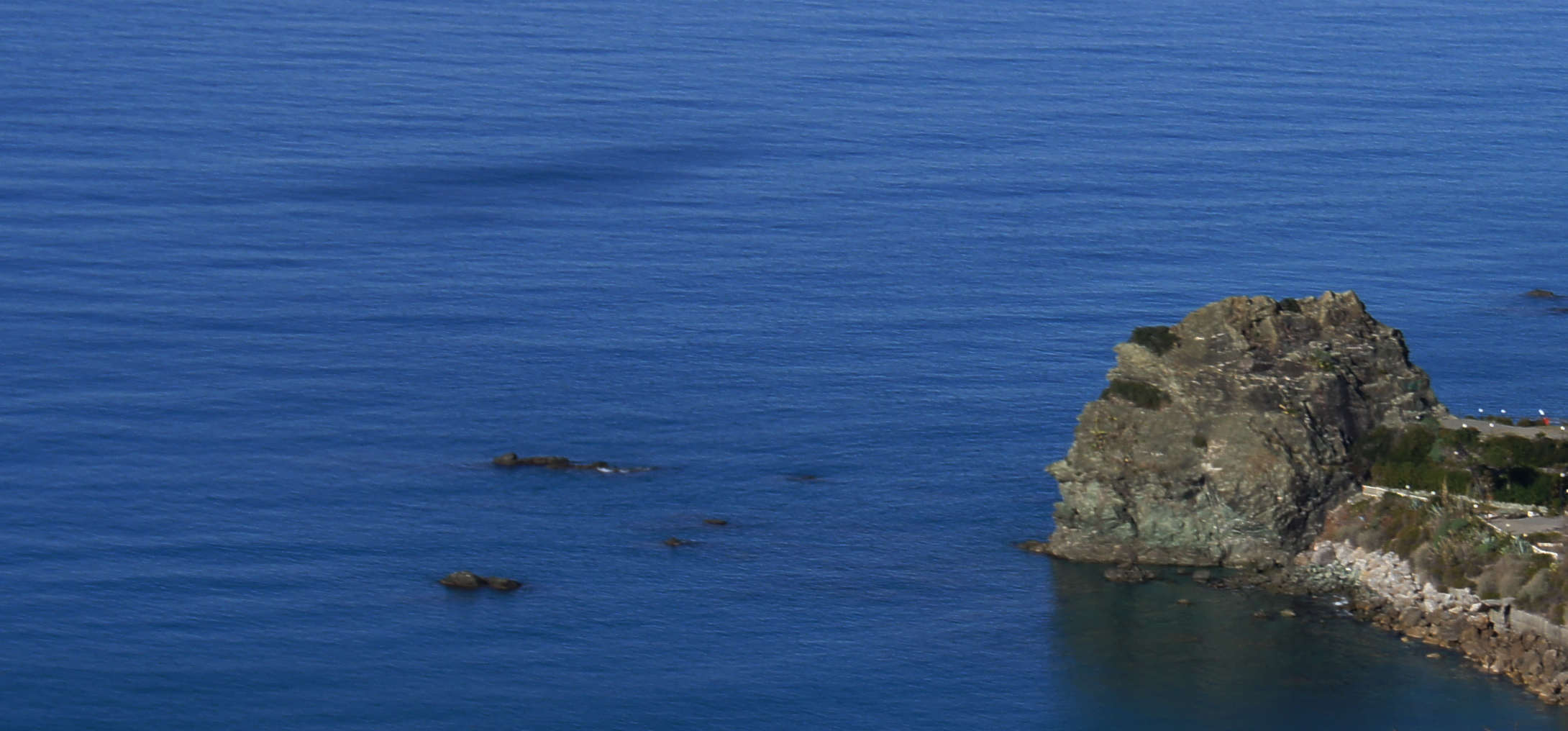
Coreca's Reefs
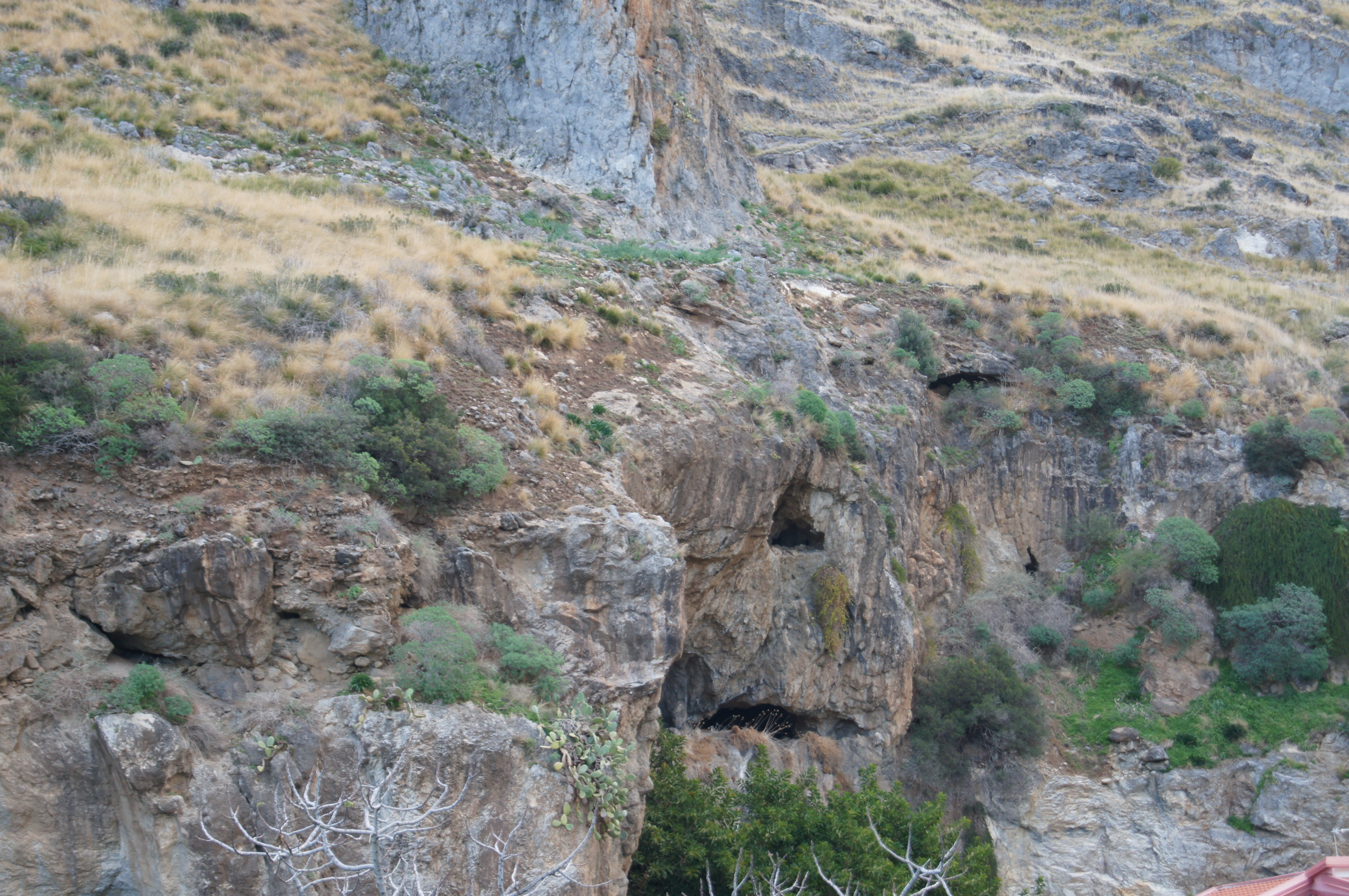
Coreca Cave
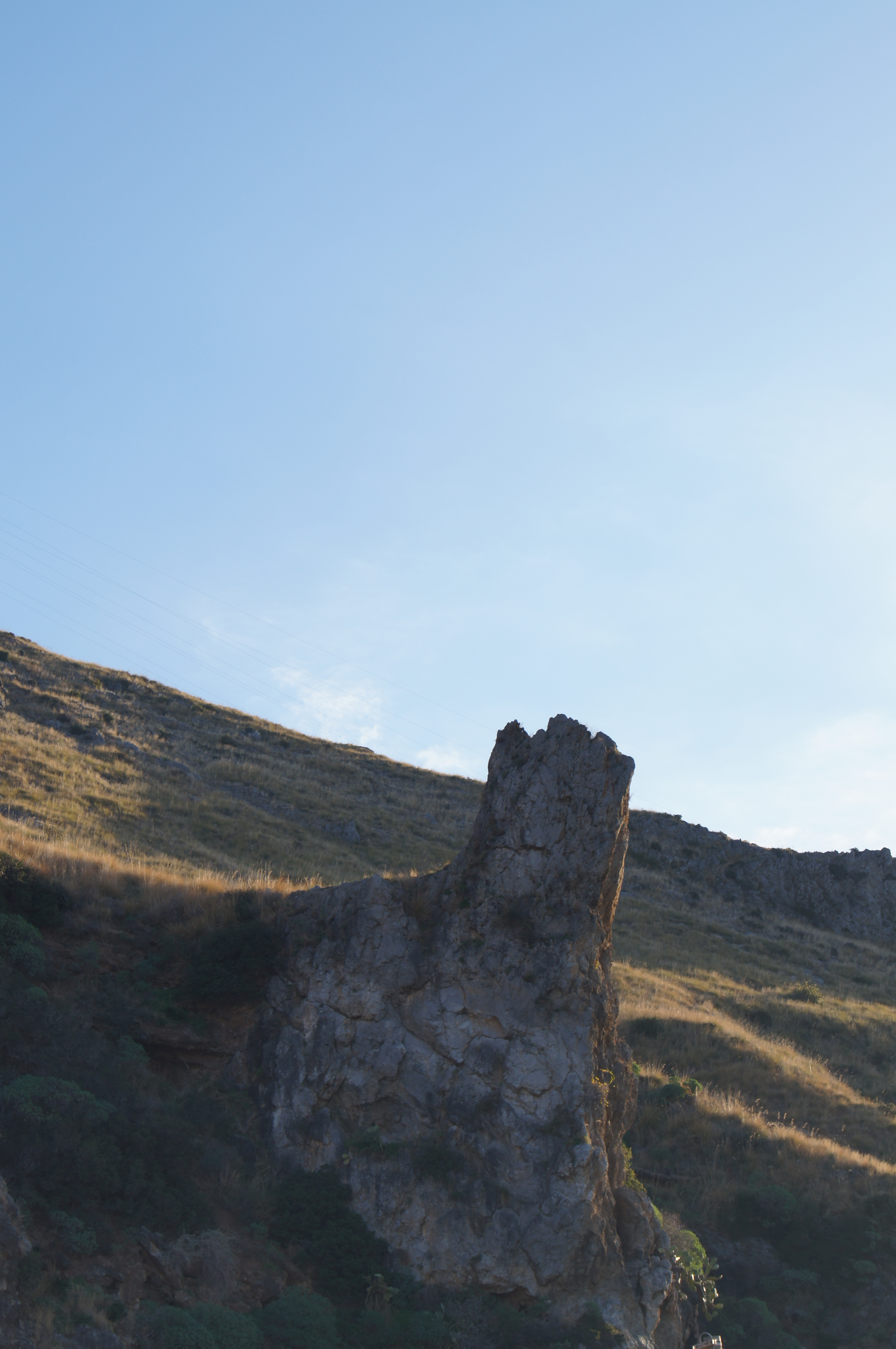
Salto da Zita (Bride's Jump)